# سفيان عز الدين
سفيان عز الدين (24 سبتمبر 1980 الجزائر الجزائر - ) هو لاعب كرة قدم جزائري يلعب كحارس مرمى.

## روابط خارجية
- سفيان عز الدين على موقع قاعدة بيانات كرة القدم.إي يو (الإنجليزية)